# ト・ジハン
ト・ジハン（ハングル：도지한、1991年9月24日 - ）は、韓国の俳優、プロボクサー。身長180cm。
本貫は星州都氏。本名はト・グンモ（都金模、도금모）。

## 来歴
家族構成は父・母・妹1人。中学生の頃、両親の勧めで叔母の住む中国へと2年間留学したが、俳優という夢を諦めきれず韓国へ帰国した。その後、父から芸能事務所の代表を紹介してもらい、俳優の道に進んだ。大田炭房中学校中退、中学・高校卒業程度認定試験合格、韓国放送芸術教育振興院 公演芸術系列芸能演技科卒業。

## ボクシング
2023年末にプロテストに合格し、2024年3月1日にプロボクサーとしてデビューしたが、初戦では判定負けを喫した。

## 出演

### テレビドラマ
- 帰ってきたプリンセス（2009年、KBS） - ナ・ボンヒ（少年時代）役
- クリスマスに雪は降るの?（2009年 - 2010年、SBS） - ジョンソク役
- キム・マンドク〜美しき伝説の商人（2010年、KBS） - チョン・ホンス（少年時代）役
- レアルスクール（2011年、MBC every1） - 主演：ト・ジハン役
- あなたなしでは生きられない（2012年、MBC） - キム・チド役
- お金の化身（2013年、SBS） - クォン・ヒョク役
- バスケットボール（2013年、tvN） - 主演：カン・サン役
- 偉大な物語「大峙洞＜テチドン＞ブルース」（2015年、tvN / TV朝鮮） - 主演：チャニョン役
- 花郎＜ファラン＞（2016年 - 2017年、KBS） - パク・パンリュ役
- 恋の花が咲きました～2人はパトロール中～（2017年、KBS） - 主演：チャ・テジン役
- 100日の郎君様（2018年、tvN） - トンジュ役

### Webドラマ
- Miss Hyena（2014年 - 2015年、NAVER TV） - 主演：チョン・チャニョン役

### 映画
- マイウェイ 12,000キロの真実（2011年） - キム・ジュンシク（少年時代）役
- 隣人-The Neighbors-（2012年） - アン・サンユン役
- ザ・タワー 超高層ビル大火災（2012年） - イ・ソヌ役
- ビューティー・インサイド（2015年） - キム・ウジン役
- 最終兵器 ムスダン（2016年） - チェ中尉役
- 不良な家族（2020年） - デグク役
- Ma'am Chief: Shakedown in Seoul（2023年） - カメオ出演

### 演劇
- 楽屋-VER2（2021年） - D役
- セールスマンの死（2025年） - バーナード役
- 死の賛美（2025年） - ホン・ナンパ役